# Soin (Burkina Faso)
Pour les articles homonymes, voir Soin.
Soin est une localité située dans le département de Nouna de la province du Kossi dans la région de la Boucle du Mouhoun au Burkina Faso.

## Géographie
Le village de Soin est un carrefour régional au croisement de la route nationale 14 – localité au-delà de laquelle elle n'est plus bitumée – et de la route 23.

## Santé et éducation
Les centres de soins les plus proches de Soin sont le centre de santé et de promotion sociale (CSPS) et le centre médical avec antenne chirurgicale (CMA) de Nouna.
Le village possède un centre de formation des jeunes adultes (CFJA).